# Хрупищка гръцка община
 Тази статия е за гръцкото сдружение.  За българското вижте Хрупищка българска община.  

23 Αυγούστου 1903
Τολμητίαι άνανδροι και δολοφόνοι, όργανα του μη έχοντος συνείδησιν ουδεμιάς προσωπικής και ατομικής ελευθερίας δολοφονικού Βουλγαρικού Κομιτάτου, ετόλμησαν επ’ εσχάτων να καταπατήσωσι φυσικούς και ηθικούς νόμους σεβαστούς καθ’ άπαντας τους αιώνας εν απάσαις ταις χώραις της υφηλίου εν οιωδήποτε βαθμώ πολιτισμού και υφ’ οιανδήποτε κυβερνητικήν μορφήν και, αφού εβεβήλωσαν τας αιμοχαρείς χείρας των δια του αίματος αθώων προκρίτων ελληνικών και ορθοδόξων κοινοτήτων, ιερέων, διδασκάλων παρθεναγωγών και ανηλίκων αρρένων και θηλέων, όπως δημιουργήσωσι ψευδεπανάστασιν κατά του καθεστώτος χάριν των ιδιοτελών σκοπών των, υπό το κράτος της αιμοασταγούς δολοφόνου λόγχης κατώρθωσαν να συμπαρασύρωσιν ακουσίως εις τα όρη ελληνικούς αγροτικούς πληθυσμούς ως συμμεριζομένους δήθεν των ιδιοτελών και οπισθοβούλων σκοπών του Κομιτάτου. Καθήκον όθεν επιβάλλεται εις ημάς τους ορθοδόξους πληθυσμούς, ους η βία δεν κατώρθωσε να παρασύρη, όπως αποκηρύξωμεν και στιγματίσωμεν τους κακοήθεις τούτους επιδρομείς και διαμαρτυρηθώμεν κατά τε των βδελυρών και αποτροπαίων πράξεων και ιδιοτελών σχεδίων του δολοφόνου Κομιτάτου.
Τη 23 Αυγούστου 1903
Κοινότης Κωμοπόλεως Χρουπίστης
Κοινότης Σταριτσάνης
Έπονται 4 σφραγίδες των συνοικιών Χρουπίστης και Σταριτσάνης και 64 υπογραφαί.
23 август 1903
Дръзки страхливци и убийци, инструменти на кръвожадния Български комитет, който няма съзнание за каквато и да е лична и индивидуална свобода, се осмелиха да потъпчат естествените и моралните закони, уважавани през вековете във всички страни по света, на всяко ниво на цивилизацията и при всяка форма на управление, и след като оскверниха кръвожадните си ръце с кръвта на невинните първенци на гръцките и православни общини, свещеници, учители, девици и малолетни деца, както и мъже и жени, за да създадат псевдореволюция срещу режима в името на своите егоистични цели, под властта на кръвожадното убийствено копие, те успяха против волята им да завлекат гръцките селяни в планините, представяйки ги като уж споделящи егоистичните и назадничави цели на Комитета. Затова на нас, православното население, което насилието не е успяло да привлече, е възложено задължение да осъдим и заклеймим тези злодейни нашественици и да протестираме срещу подлите и отвратителни действия и егоистични планове на кръвожадния Комитет.
На 23 август 1903 г.
Община на паланката Хрупища
Община на Старичани
Следват 4 печата на общините Хрупища и Старичани и 64 подписа.
Хрупищката гръцка община (на гръцки: Κοινότητα Χρούπιστης) е гражданско-църковно сдружение на православните гърци в Хрупища, Османската империя, съществувало до 1913 година, когато е закрито от новите гръцки власти.

## История
През 40-те години на XIX век представителят на Хрупищката православна община доктор Константинос Руфос със застъпничество пред османските власти успява да осигури отваряне на гръцко училище в града. Училището осигурява елементарна грамотност, като учители са свещеници и монаси, използвали като учебни средства Псалтира и Октоиха. Развитието на учебното дело в града е под влияние на това в Костур, където в 1843 година е създадено взаимоучително училище, а в 1860 година отваря врати и девическо. През октомври 1868 година в дома на Папанаум е създадено Хрупищкото благотворително братство с почетен председател костурския митрополит и председател Накис Думас и секретар д-р Руфос. През първата година е събрана сумата от 20 лири, а на следващата година Братството се обърща и към други гръцки асоциации с молба за помощ, в резултат на което Сярското благотворително братство изпраща 4 лири. С появата на Българската екзархия и на българското църковно и просветно дело в Костурско значително се увеличават и гръцките просветни сдружения. През януари 1871 година на съвместно заседание на братството и църковното настоятелство е взето решение за построяване на двойна училищна сграда, в която да се помещават мъжкото училище и девическото училище, което предстои да бъде създадено. Новото двойно училище е построено на мястото на днешното Първо основно училище. Парцелът е малък и е закупен за 30 лири, а през юли 1872 година училището, което струва 300 лири е завършено. През учебната 1872/73 година в мъжкото училище са записани 120 ученици, които са разделени в два класа. След няколко години учениците вече са 320. Такова е и положението с девическото училище, което започва с 60 ученички и след няколко години достига до 100. До 1880 година методът на преподаване е взаимоучителен, заменен в тази година от преподаване в смесени класове. Училището е издържано от Братството, от Костурската митрополия и от дарения от богати ученици. В 1874/1875 година доходите на Братството са ограничени и девическото училище затваря. Братството се обръща за помощ към Асоциацията за разпространение на гръцката просвета в Атина и към Македонскотото константинополско образователно братство. Димитриос Руфос занася лично молбада до Николаос Маврокордатос, предзидента на Атинската асоциация и тя поема заплатата на учителката в Хрупищкото девическо училище.
От 1888 година отговорността за функционирането на училищата е официално поета от Пелагонийската и Костурската митрополия, след искане от турските власти, за да се контролира дейността на просветните сдружения. До 1884 година всички жители на Хрупища посещават гръцкото училище, но в тази година отварят врати и българско и румънско.
В 1907 година е решено да се изгради модерна училищна сграда с помощта на фондация „Мелас“, завършена в 1911 година и в едната му част е настанено началното училище, а в другата - четирикласното.